# Oranjemund
Oranjemund est une ville minière de Namibie de 4 000 habitants située à l'extrémité sud-ouest du pays, sur la rive nord de l'embouchure du fleuve Orange à la frontière avec l'Afrique du Sud.

## Étymologie
En allemand, Oranjemund signifie la bouche de l'orange, en allusion au fleuve du même nom.

## Histoire
Toute la zone le long de la côte de l'océan Atlantique a été proclamée restreinte (le Sperrgebiet) en 1908 en raison de la présence de diamants alluviaux. Depuis lors, il était interdit au public d'y pénétrer. En 1927, des diamants ont été découverts au sud du fleuve Orange en Afrique du Sud. Hans Merensky (en) et d'autres prospecteurs ont supposé que la rive nord sur le territoire sud-ouest africain aurait également des diamants. Un an plus tard, ils ont mené une expédition de Lüderitz à 300 kilomètres jusqu'à l'embouchure de l'Orange. Ils ont trouvé de riches gisements sur la rive nord de la rivière Orange et sur la côte nord adjacente et ont établi un camp de tentes à partir duquel Oranjemund s'est développé.
En raison de la Grande Dépression, l'extraction de diamants n'a commencé qu'en 1935. Un an plus tard, des maisons ouvrières ont été érigées. Oranjemund, en tant que colonie officielle, a donc été établie en 1936. La production de diamants de qualité gemme est restée aux alentours de 2 millions de carats (400 kg) par an depuis la création de la mine, principalement grâce à des améliorations technologiques.
Jusqu'en 2017, la ville était dirigée par Namdeb (anciennement Consolidated Diamond Mines), désormais filiale de De Beers. L'accès et l'installation à Oranjemund étaient limités aux employés et à leurs proches. Son infrastructure est supérieure à celle des autres villes du sud de la Namibie, car elle ne dépend pas du recouvrement des coûts auprès de ses habitants. Dans la seconde moitié du XXe siècle, Oranjemund comportait un grand complexe de loisirs avec piscine, cinéma, restaurants et bars. L'eau est toujours fournie gratuitement, et jusqu'en 2016 l'électricité l'était également.
Oranjemund a été officiellement proclamée ville en 2011.

## Géographie

### Localisation
Oranjemund est située sur la rive nord de l'embouchure du fleuve Orange, à la frontière avec l'Afrique du Sud.

### Climat
Oranjemund a un climat désertique (BWk, selon la classification climatique de Köppen), avec des températures agréables tout au long de l'année. Les précipitations annuelles moyennes sont de 50mm.

## Transports et voies d'accès
Il existe un poste-frontière vers l'Afrique du Sud à l'extrémité sud du pont Ernest Oppenheimer. Jusqu'à l'ouverture de la ville en 2017, seules les personnes ayant fait une demande préalable d'un mois étaient autorisées à traverser la frontière.
Oranjemund est relié à Rosh Pinah (en) par une route goudronnée le long de la rive namibienne du fleuve Orange. Cette route a été inaugurée lors de la proclamation de la ville en 2011.

## Politique
Oranjemund était une propriété privée de De Beers jusqu'en 2017, et donc régie par l'administration de la société minière de diamants. En 2011, l'administration politique a été remise au gouvernement qui l'a proclamée ville. Il est maintenant gouverné par un conseil municipal qui compte sept sièges.
La première élection à Oranjemund était une élection partielle pour l'élection des autorités locales de 2010, 2 221 électeurs inscrits ont élu les conseillers des autorités locales pour la première fois le 16 mars 2012. La SWAPO a remporté les élections et, depuis le 23 mars 2012, Henry Edward Coetzee est le chef de la ville. maire.
La SWAPO a également remporté les élections municipales et régionales namibiennes de 2020, mais a perdu le contrôle majoritaire du conseil municipal. La SWAPO a obtenu 935 voix et remporté trois sièges. Independent Patriots for Change (IPC), un parti d'opposition formé en août 2020, a obtenu 737 voix et également trois sièges. Le siège restant est allé au Landless People's Movement (LPM, le Mouvement des sans-terre un nouveau parti enregistré en 2018) avec 158 voix.

### Pages connexes
- L'épave d'Oranjemund